# Neon Psychikon
Neon Psychikon este un oraș în Grecia în prefectura Atena.